# Mesoacidalia aglaia
Mesoacidalia aglaia är en fjärilsart som beskrevs av Carl von Linné 1758. Mesoacidalia aglaia ingår i släktet Mesoacidalia och familjen praktfjärilar. Inga underarter finns listade i Catalogue of Life.